# Списак генерала и адмирала ЈНА: С
Списак генерала и адмирала Југословенске народне армије (ЈНА) чије презиме почиње на слово С, за остале генерале и адмирале погледајте Списак генерала и адмирала ЈНА.
- Симеон Сабљић (1915—2009) генерал-мајор. Активна служба у ЈНА престала му је 1971. године.
- Димитрије Савевски (1923) генерал-мајор. Активна служба у ЈНА престала му је 1979. године.
- Срета Савић (1913—1990) генерал-потпуковник. Активна служба у ЈНА престала му је 1971. године.
- Бојан Савник (1930—1976) генерал-мајор авијације.
- Ервин Салцбергер (1912—1995) генерал-мајор. Активна служба у ЈНА престала му је 1964. године.
- Милован Самарџија (1923—1990) генерал-мајор. Активна служба у ЈНА престала му је 1972. године.
- Пајо Самарџија (1921—1983) генерал-мајор. Активна служба у ЈНА престала му је 1972. године.
- Едуард Сантини (1918—1993) генерал-мајор. Активна служба у ЈНА престала му је 1962. године.
- Анте Сарделић (1921—1969) генерал-мајор авијације.
- Јанко Секирник (1921—1996) генерал-пуковник. Активна служба у ЈНА престала му је 1980. године. Народни херој.
- Радоје Секулић (1914) генерал-мајор. Активна служба у ЈНА престала му је 1966. године.
- Андрија Силић (1937—2024) генерал-потпуковник.[б]
- Владо Симић (1921—2004) генерал-мајор. Активна служба у ЈНА престала му је 1977. године.
- Милосав Симић (1937) контра-адмирал.[в]
- Милан Симовић (1917—1988) генерал-пуковник авијације. Активна служба у ЈНА престала му је 1977. године.
- Томислав Симовић (1934) генерал-пуковник. Активна служба у ЈНА престала му је 1992. године.
- Драгољуб Симоновић (1933) генерал-потпуковник.[г]
- Петар Симурдић (1919—2001) контра-адмирал. Активна служба у ЈНА престала му је 1971. године.
- Јожа Скочилић (1915—2001) генерал-потпуковник.
- Јосип Скупњак (1925) генерал-потпуковник.
- Василије Смајевић (1913—1973) генерал-мајор. Активна служба у ЈНА престала му је 1953. године.
- Кузман Смилески (1924) контра-адмирал. Активна служба у ЈНА престала му је 1973. године.
- Владимир Смирнов (1899—1985) генерал-потпуковник. Активна служба у ЈНА престала му је 1960. године.
- Сава Согић (1915—1981) генерал-мајор. Активна служба у ЈНА престала му је 1965. године. Народни херој.
- Стојадин Солдатовић (1910) генерал-потпуковник. Активна служба у ЈНА престала му је 1973. године.
- Франц Сотлар (1919—1985) генерал-мајор. Активна служба у ЈНА престала му је 1972. године.
- Ратко Софијанић (1915—1968) генерал-пуковник. Народни херој.
- Александар Спирковски (1932—2011) генерал-пуковник. Активна служба у ЈНА престала му је 1992. године.
- Весо Срдић (1936—1988) генерал-потпуковник.
- Марко Срдић (1915—1985) генерал-мајор. Активна служба у ЈНА престала му је 1966. године.
- Радован Срећковић (1925—2014) генерал-мајор авијације.
- Шпиро Срзентић (1918—2001) генерал-мајор. Активна служба у ЈНА престала му је 1963. године.
- Александар Стаматовић (1930—2003) генерал-потпуковник. Активна служба у ЈНА престала му је 1992. године.
- Драгутин Станић (1913—1996) генерал-потпуковник. Активна служба у ЈНА престала му је 1965. године. Народни херој.
- Милош Станимировић (1920—2007) генерал-пуковник. Активна служба у ЈНА престала му је 1980. године.
- Мате Станичић (1920—1985) генерал-потпуковник. Активна служба у ЈНА престала му је 1977. године. Народни херој.
- Милија Станишић (1921—2012) генерал-потпуковник авијације. Активна служба у ЈНА престала му је 1966. године.
- Тихомир Станишић генерал-мајор правне службе. Активна служба у ЈНА престала му је 1992. године.
- Миливоје Станковић (1922—2007) генерал-потпуковник авијације. Активна служба у ЈНА престала му је 1980. године.
- Петар Станковић Љуба (1923—1983) генерал-мајор. Активна служба у ЈНА престала му је 1975. године. Народни херој.
- Ђорђе Станић (1931) генерал-мајор. Активна служба у ЈНА престала му је 1991. године.
- Бранко Станковић (1933) генерал-потпуковник.[д]
- Петер Станте (1914—1980) генерал-потпуковник. Активна служба у ЈНА престала му је 1962. године. Народни херој.
- Божидар Стевановић (1933—2015) генерал-потпуковник авијације.[ђ]
- др Стјепан Стеинер (1915—2006) санитетски генерал-мајор. Активна служба у ЈНА престала му је 1976. године.
- Методије Стефановски (1926) генерал-потпуковник.
- Благоје Стефковски (1915—1965) генерал-мајор.
- Иван Стипаничић (1911—1998) генерал-мајор. Активна служба у ЈНА престала му је 1964. године.
- Петар Стипетић (1937—2018) генерал-мајор. Активна служба у ЈНА престала му је 1991. године.[е]
- Мираш Стожинић (1934—1989) генерал-мајор.
- Драгутин Стојаковић (1910—1996) генерал-мајор.
- Владимир Стојановић (1934—2003) генерал-потпуковник.[ж]
- Светислав Стојановић (1920) генерал-мајор.
- Зоран Стојковић (1934) генерал-потпуковник.[з]
- Зарија Стојовић (1919—2013) генерал-потпуковник. Активна служба у ЈНА престала му је 1977. године.
- Жика Стојшић (1921—2018) генерал-потпуковник. Активна служба у ЈНА престала му је 1979. године.
- Павле Стругар (1933—2018) генерал-потпуковник.[и]
- Јосиф Струњаш (1922—2012) генерал-мајор. Активна служба у ЈНА престала му је 1974. године.
- Богдан Ступар (1912—1999) генерал-мајор. Активна служба у ЈНА престала му је 1965. године.
- Ђуро Ступар (1939) генерал-мајор. Активна служба у ЈНА престала му је 1990. године.
- Вукашин Суботић (1911—1993) генерал-потпуковник. Активна служба у ЈНА престала му је 1964. године.
- Раде Суша (1923—2001) генерал-пуковник авијације.
- Света Суша (1925—2013) санитетски генерал-мајор. Активна служба у ЈНА престала му је 1989. године.